# Andries de Graeff
Andries de Graeff, cavaller de Sacre Imperi Romanogermànic, (Amsterdam, 19 de febrer de 1611 - Amsterdam, 30 de novembre de 1678) va ser un important polític neerlandès, i descendent d'una de les família De Graeff, més important, poderoses i riques d'Amsterdam. Va ser regent i alcalde durant molts anys.

## Família i carrera
El seu pare va ser el Regent i Alcalde d'Amsterdam Jacob Dircksz de Graeff, semisobirà i Senyor de Zuid-Polsbroek i Senyor de Sloten, Osdorp, Nieuwer-Amstel i Amstelveen, i la seva mare Aeltje Boelens Loen.
De Graeff i el seu germà Cornelis de Graeff van ser alcaldes d'Amsterdam durant durant l'Edat d'Or neerlandesa. Amb la sobtada defunció de Guillem II d'Orange-Nassau es va convertir en regent i estatúder dels Països Baixos. A mitjan segle xvii va controlar les finances i la política de la ciutat. De Graeff va ser també fundador d'una família de regents que va conservar el poder i la influència per alguns segles, estant molts dels seus descendents ministres. Va ser Senyor d'Urk i Emmeloord, a la província de Flevoland i cavaller del Sacre Imperi Romanogermànic. La seva família va conservar el poder a causa de la celebració de matrimonis entre els seus membres. Així van sorgir llaços estrets entre les famílies De Graeff i Bicker. Andries de Graeff es va casar amb una Bicker.
Després de la mort dels seus nebots Johan i Cornelis de Witt i l'ascens al poder de la Casa d'Orange, Andries i el seu nebot Pieter de Graeff van perdre la seva posició en la política.

### Decret Etern
El 1667, quan Guillem III d'Anglaterra s'acostava a l'edat de 18 anys, al partit pro-Orange va tractar de restaurar al príncep al poder assegurant per a ell els càrrecs d'estatúder i de capità general. Per prevenir la restauració de la influència de la Casa d'Orange, De Graeff, De Witt, Gaspar Fagel i Gillis Valckenier va fer l'emissió del Decret Etern (o Decret Perpetu), que va declarar que el Capità-General o Almirall General dels Països Baixos no podria servir com a estatúder en cap província. A més a més, la província d'Holanda suprimiria el càrrec d'estatúder -d'altres províncies van seguir el seu exemple-.

### Descendència
De Graeff i la seva segona esposa Elisabeth Bicker van Swieten va tenir quatre fills: 
- Cornelis (1650-1678)
- Alida (1651-1738)
- Arnoldina (Aertje) (1652-1703)
- Jakob